# IM-2
IM-2 (енгл. Intuitive Machines Mission 2) била је лунарна мисија компаније Intuitive Machines у оквиру програма Комерцијалних лунарних услуга агенције НАСА. Лансирана је 27. фебруара 2025. године у 00:16:30 UTC. Лунарни лендер Nova-C, под именом Атена, стигао је на површину Месеца 6. марта 2025. године у 17:28:50 UTC. Контакт је привремено изгубљен током процеса слетања и након поновног успостављања, утврђено је да свемирска летелица није у исправној оријентацији. Једна од две радио-антене не функционише и летелица не генерише довољно енергије.  До 7. марта, енергија Атине била је у потпуности исцрпљена и није се очекивало да ће се поново активирати, чиме је мисија завршена.
Атина је била дизајнирана за истраживање присуства и количине воденог леда на Месецу коришћењем PRIME-1, терета који се састоји од бушилице и масеног спектрометра. Атина је такође носила дрон Micro Nova Hopper, назван Грејс. Дрон опремљен неутронским спектрометром био је намењен за истраживање стално засенченог региона кратера Марстон, у близини планираног места слетања. Циљ мисије био је да обезбеди мерење присуства водоника на површини у овом региону – индикатор чврстог воденог леда.